# Amazing Heroes
Amazing Heroes foi uma revista sobre quadrinhos publicada pela Fantagraphics Books de 1981 a 1992.